# Florence (Kentucky)
Florence ist eine Stadt im Boone County im US-Bundesstaat Kentucky. Das U.S. Census Bureau hat bei der Volkszählung 2020 eine Einwohnerzahl von 31.946 ermittelt.

## Geographie
Die Stadt liegt bei 38° 59' 36" Nord, und 84° 38' 33 West. (38,993225, −84,642602). Die Stadt erstreckt sich über ein Areal von 25,6 km², wobei 25,5 km² davon Land- und 0,1 km² Wasserfläche sind.

## Geschichte
Um 1800 siedelten sich die ersten Pioniere in der Umgebung an, die man zunächst einfach „Crossroads“ nannte, da sich dort die spätere Burlington, Ridge und Union Road auf ihrem Weg zu verschiedenen Farmen kreuzten. Dabei sollte die Ridge Road später als sogenannter Dixie Highway bekannt werden.
Nachdem 1816 die erste Schule begründet wurde, gab 1821 die Investition eines wohlhabenden Rechtsanwaltes aus Covington, Thomas Madden, der Gemeinde den nächsten Schub zum Erreichen des Stadtrechts. Madden kaufte eine große Farm in der Umgebung, ihm zu Ehren benannte man die Gemeinde in Maddentown um, man kartographierte Maddentown auch alsbald als Stadt - doch schon nach einem Jahr verkaufte Madden an Jacob Conner, wodurch aus Maddentown nun Connersville wurde.
Acht Jahre später bemühte sich der Rat der Stadt in einer Petition an den Gouverneur um ein Postamt, um überrascht erfahren zu müssen, dass dieses mit dem bestehenden Namen kaum funktionieren würde. Es existierte bereits eine Stadt namens Connersville im Harrison County. Dadurch sah man sich gezwungen in einer Abstimmung über den Namen abzustimmen und wählte Florence mit 16 von 25 Stimmen aus. Der unbestätigten Legende nach machte dabei der Vorname der Ehefrau Jack Conners den Ausschlag. Im Folgejahr feierte man die Einrichtung des Postamts.
1835 gelang der Bau der ersten Stadtkirche, die während des Sezessionskrieges auch als Hospital dienen sollte. Ein Jahr später konnte Florence den Vorteil der ersten Postkutschenstation südlich von Covington verbuchen, was sich in der verstärkten Ansiedlung von Hotels, Schmieden und Stellmachern bemerkbar machte.
1851 baute man die erste Stadthalle, die ebenfalls als Schule genutzt wurde, an der Main Street. Heute beherbergt das Gebäude eine Anwaltskanzlei. Ein Zweig der Baptistengemeinde ließ sich 1855 ebenfalls in Florence nieder.
Während des Bürgerkriegs kam es 1862 auch zu Kämpfen in der Umgebung der Stadt. Eine größere Abteilung der Konföderation unter dem Kommando von Brigadegeneral Henry Heath, dessen Haupttruppen bei Corinth und Snow’s Pond in der Nähe von Walton kampierten, überfielen einige Wachposten der Unionsarmee in der Nähe der Stadtkirche. Dabei wurde ein Soldat getötet und 18 Männer schwer verwundet.
1869 baute man bereits so etwas wie eine Handelskammer in der Stadt auf.
Ab 1896 richtete die Northern Agricultural Fair Association einen regelmäßigen viertägigen Jahrmarkt im Herbst ein, woraufhin die Umgebung als Fairground benannt und benutzt wurde. In der Folgezeit besuchten einige Gruppen von Sinti den Platz, an dem auch Scheunentanzabende zur allgemeinen Unterhaltung abgehalten wurde.
Der langjährige Privatschulmeister John Uri Lloyd verewigte 1900 Florence mit seiner populären Novelle: Stringtown on the Pike. Doch mit der Einrichtung einer von Professor A. M. Yealy organisierten öffentlichen Schule ab 1901 in einem Gebäude mit zwei Klassenräumen und zwei Lehrern bekam Lloyd eine Konkurrenz, die es bis 1931 auf sieben Lehrkräfte und sechs Klassenzimmer schaffen sollte.
Erst 1904 gründete sich mit der Florence Deposit Bank eine regelrechte stadtgebundene Bank an der Main Street, die drei Jahre später Schauplatz eines Westerngerechten Revolverduells wurde:
John Meeks, der gerade als Stadt-Marschall gefeuert worden war, erschoss seinen Nachfolger James Albert Clutterbuck im Verlauf eines heftigen Streits.
Mit der Einrichtung der Elektrizität (1917) und der Gasversorgung (1926) unternahm die Stadt weitere wichtige Schritte im Zuge der Modernisierung. Doch erst 1931 erhielt die Stadt eine regelrechte Wasserleitung und Kanalisation sowie wenig später die erste Freiwillige Feuerwehr dank des Bemühungen eines gewissen Albert Hue, der das Geld für den ersten Feuerwehrwagen, einen alten Ahrens-Fox von 1913 spendete.
Mit dem Bau einer Umgehungsstraße entlastete man 1941 die Main Street. Nach dem Ende des Zweiten Weltkrieges profitierte die Stadt von den ersten kommerziellen Flügen vom nah gelegenen Cincinnati Airport.
1956 zählte die Bevölkerung 1.320 Seelen und 1958 klassifizierte man die Stadt als „Third Class City“, was frei übersetzt einer Deklassierung gleichkommt, aber in erster Linie eine Verwaltungsmaßnahme war. Denn kurz danach richtete die Northern Kentucky Industrial Foundation einen Industriepark in Florence ein, der bald 8.000 Menschen Arbeitsplätze geben sollte.
Außerdem richtete man 1959 eine Pferderennbahn für Rassepferde im Latonia Race Track ein, den man 1985 in Turfway Park umtaufte.
Mit der „Florence Y'all“ bauten Investoren 1973 die erste Mall, in der sich unter anderem auch Sears & Roebuck ansiedelte. 1979 eröffnete das Booth Hospital, das später in St. Luke West umbenannt wurde. Ein Jahr später feierte die Stadt optimistisch ihr 150-jähriges Bestehen mit einer großen Veranstaltung, aus der im Folgenden das alljährliche Florence Y’all Festival wurde.
1986/1987 erwarb die Stadt zwei größere Grundstück, um den Bau des heutigen Government Centers, dessen Bau jedoch erst 1996 seinen Anfang, aber 1998 seine Vollendung erleben sollte, und des Florence Nature Park als Naherholungsgebiets zu ermöglichen. Anfang der 90er-Jahre reduzierte man im Zuge der Verwaltungsreform die Zahl der Ratsitze um die Hälfte auf sechs Mandate.
Auch in anderer Hinsicht tauchte die Stadt als Investor auf: So kaufte sie 1991 den Naherholungskomplex „World of Sports“, der vor allen Dingen wegen des Golfplatzes attraktiv schien, und 2001 das alte Anwesen von Joshua Zimmerman Tanner, das man als Freilichtmuseum betreibt.
Am 13. August 2004 ereignete sich beim Air-Tahoma-Flug 185 mit dem Absturz einer Convair CV-580 ein schwerer Flugunfall.

## Wirtschaft
Florence ist die nördlichste größere Stadtgemeinde, die am nächsten zum Cincinnati//Northern Kentucky International Airport nahe der Grenze zum US-Bundesstaat Ohio liegt, wodurch sie in ihrer industriellen Infrastruktur profitiert. Unter anderem sitzt in Florence ein Werk von Bosch Automotive Steering, ehemals ZF Lenksysteme.

## Demographie
Dem United States Census 2000 zufolge leben in Florence 23.550 Einwohner in 9.640 Haushalten und 6.073 Familien. Die Bevölkerungsdichte beträgt 921,3 Menschen/km². Die Bevölkerung der Stadt teilt sich in 92,44 Prozent Weiße, 2,67 % Afroamerikaner, 0,26 % Indianer, 1,50 % Asiaten, 0,06 % kommen von den Pazifischen Inseln und 1,58 Prozent entstammen anderer ethnischer Herkunft bzw. 1,49 % leiten ihre Abstammung von zwei oder mehr Rassen ab. 3,80 Prozent der Bevölkerung sind hispanischer oder lateinamerikanischer Abstammung.
In 32,1 Prozent der Haushalte leben minderjährige Kinder bei ihren Eltern, in 46,2 % wohnen verheiratete Paare, in 12,8 % leben allein erziehende Mütter, und in 37,0 % leben keine Familien bzw. unverheiratete Paare. 30,2 % aller Haushalte werden von einer einzelnen Person geführt und in 11,1 % der Wohnungen lebt eine alleinstehende Person, die älter als 65 Jahre ist. Die durchschnittliche Größe eines Haushalts beträgt 2,41 und die durchschnittliche Familiengröße 3,03 Individuen.
Die Altersstruktur der städtischen Bevölkerung der Stadt Florence spaltet sich folgendermaßen auf: 24,9 % unter 18 Jahren, 10,7 % zwischen 18 und 24 Jahren, 33,0 % im Alter zwischen 25 und 44, 19,6 % zwischen 45 und 64, sowie 11,8 Prozent, die älter als 65 Jahre sind. Das durchschnittliche Alter beträgt 33 Jahre.
Auf je 100 Frauen kommen 90,4 Männer. Nimmt man das Vergleichsalter 18 Jahre oder älter an, so ergibt sich sogar ein Verhältnis von 100:86,7.
Das durchschnittliche Einkommen eines Haushaltes dieser Stadt beträgt 42.567 US-Dollar, das mittlere Einkommen einer Familie 52.160 $. Männer verfügen über ein Einkommen von 36.677 gegenüber 26.323 $ bei Frauen. Das Pro-Kopf-Einkommen innerhalb der Stadt beträgt 20.451 Dollar. 9,5 Prozent der Bevölkerung und 8,1 % der Familien leben unterhalb der Armutsgrenze. In Bezug auf die Gesamtbevölkerung der Gemeinde Florence leben 11,5 % der unter 18-Jährigen und 14,0 % der über 65-Jährigen jenseits der Armutsgrenze.

## Persönlichkeiten
Einer der Stars der NFL, Shaun Alexander (* 1977), wurde in Florence geboren und machte hier an der Boone County High School seinen Abschluss.

## Namensvarianten
Die Stadt besitzt einige Bezeichnungsvarianten: Connersville, Crossroads, Maddensville. Maddentown und Maddontwon.